# Miguel de Pascual Martínez
Miguel de Pascual Martínez (...) è un astronomo spagnolo.
Il Minor Planet Center gli accredita la scoperta dell'asteroide 4661 Yebes effettuata il 17 novembre 1982.